# 迪尔克·科塔尔斯
迪尔克·科塔尔斯（荷蘭語：Dirk Korthals，1962年3月22日—），德国男子游泳运动员，主攻自由泳。他曾代表西德参加1984年夏季奥林匹克运动会游泳比赛，获得男子4×100米自由泳接力银牌。